# Ute Bergner

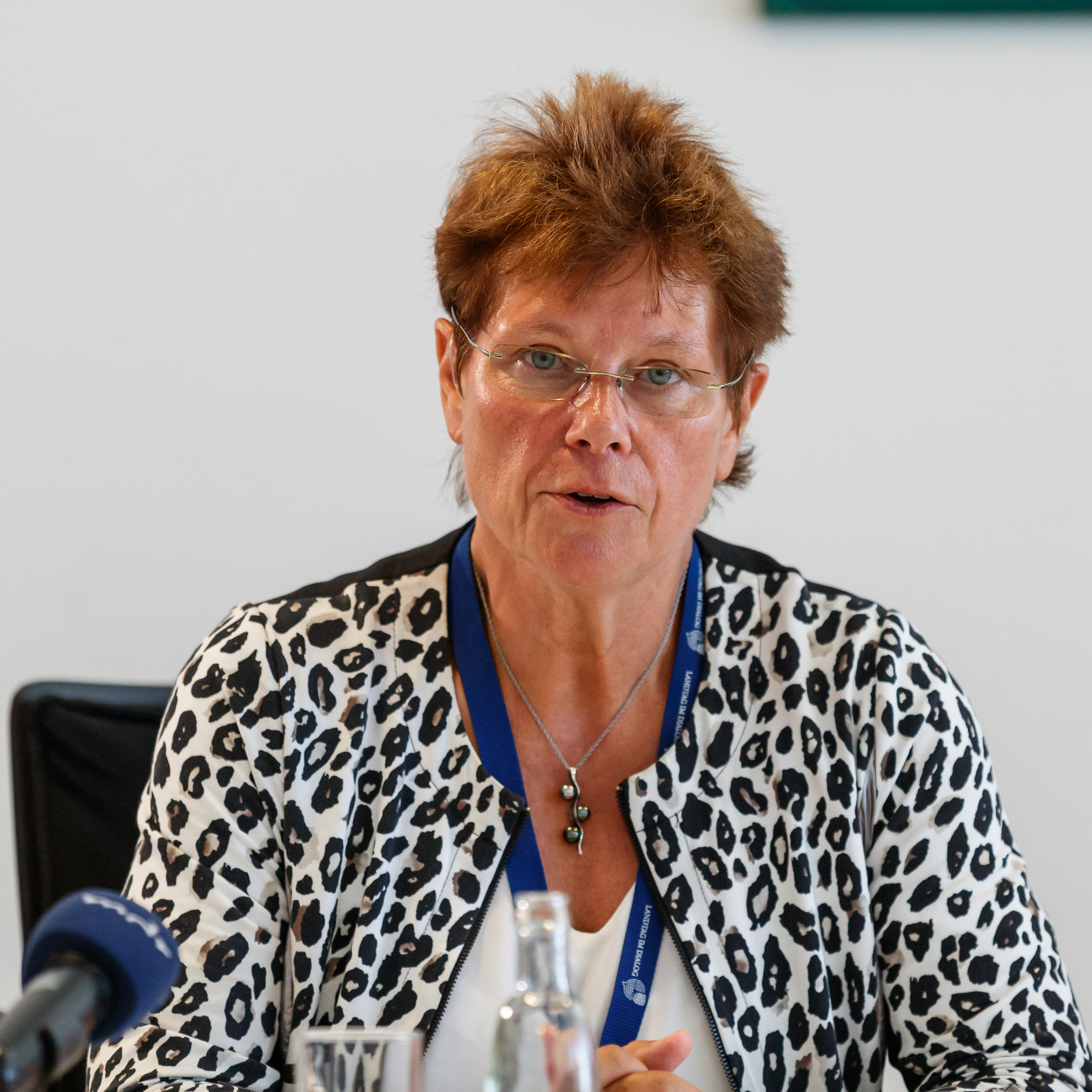
Ute Bergner (2022)

Ute Bergner (* 15. Oktober 1957 in Jena) ist eine deutsche Politikerin (Bürger für Thüringen, zuvor FDP). Von 2019 bis 2024 war sie thüringische Landtagsabgeordnete. Sie ist auch als Unternehmerin tätig.

## Werdegang

### Ausbildung
Ute Bergner legte 1976 in Jena das Abitur ab und erreichte 1981 ihr Diplom als Physikerin an der Friedrich-Schiller-Universität Jena, wo sie 1987 mit Auszeichnung zum Dr. rer. nat. promoviert wurde. In ihrer Dissertation untersuchte sie „Kreuzkorrelationseffekte zwischen Grenzflächen bei gesputterten Titanoxidschichten“.

### Beruflicher Werdegang
Bis 1991 war Bergner als wissenschaftliche Assistentin in Lehre und Forschung an der Friedrich-Schiller-Universität Jena und 1991/1992 als Mitarbeiterin im Außendienst bei der Firma Balzers tätig. 1992 gründete sie das Unternehmen VACOM Vakuum Komponenten & Messtechnik GmbH, welches im Jahr 2019 etwa 300 Mitarbeiter beschäftigte.
Bergner engagiert sich in verschiedenen gesellschaftlichen und wissenschaftlichen Gremien, wie der Industrie- und Handelskammer (IHK), dem Verband Deutscher Maschinen- und Anlagenbau e. V. (VDMA) und der Wirtschaftsförderungsgesellschaft Jena. Sie ist seit vielen Jahren gewähltes Mitglied des Vorstandsrates der Deutschen Vakuum-Gesellschaft (DVG). Seit 2017 fungiert sie als deren Präsidentin.

### Politik
1976 wurde Bergner Mitglied der LDPD, die im August 1990 – kurz vor der deutschen Einheit – mit der FDP fusionierte. Bei der Landtagswahl in Thüringen 2019 kandidierte sie im Wahlkreis Jena II und zog über Platz 3 der Landesliste der FDP in den Thüringer Landtag ein.
Am 19. März 2020 erklärte sie, ihre Mitgliedschaft in der FDP ruhen zu lassen und trat folgend am 5. Juli 2021 aus der Partei aus. Bergner blieb dennoch zunächst als Parteilose Mitglied der FDP-Landtagsfraktion, bevor sie diese am 6. September 2021 ebenfalls verließ.
Im September 2021 wurde sie Mitglied der im November 2020 gegründeten Partei Bürger für Thüringen, die aus dem gleichnamigen und der Querdenkerszene nahestehenden Verein hervorging, und dessen Vorsitzende Bergner später wurde.
Ein größeres Medienecho zog ein im November 2021 von Bergner öffentlich gemachtes Papier mit dem Titel „Je höher die Impfquote, desto höher die Übersterblichkeit“, das sie der Landesgesundheitsministerin Heike Werner übergeben hatte, nach sich. Basis für Bergners Schreiben war ein kurzer Bericht zweier Psychologen, die Daten des Robert Koch-Instituts zum Zweck einer Diskussionsgrundlage ausgewertet hatten. Das Statistische Bundesamt schätzte diese Auswertung als nicht seriös ein. Auch die Autoren selbst distanzierten sich von der nie autorisierten weiteren Verbreitung ihres Berichts durch Bergner, eine darin getroffene Hypothese wurde in der breiten Öffentlichkeit fehlinterpretiert.

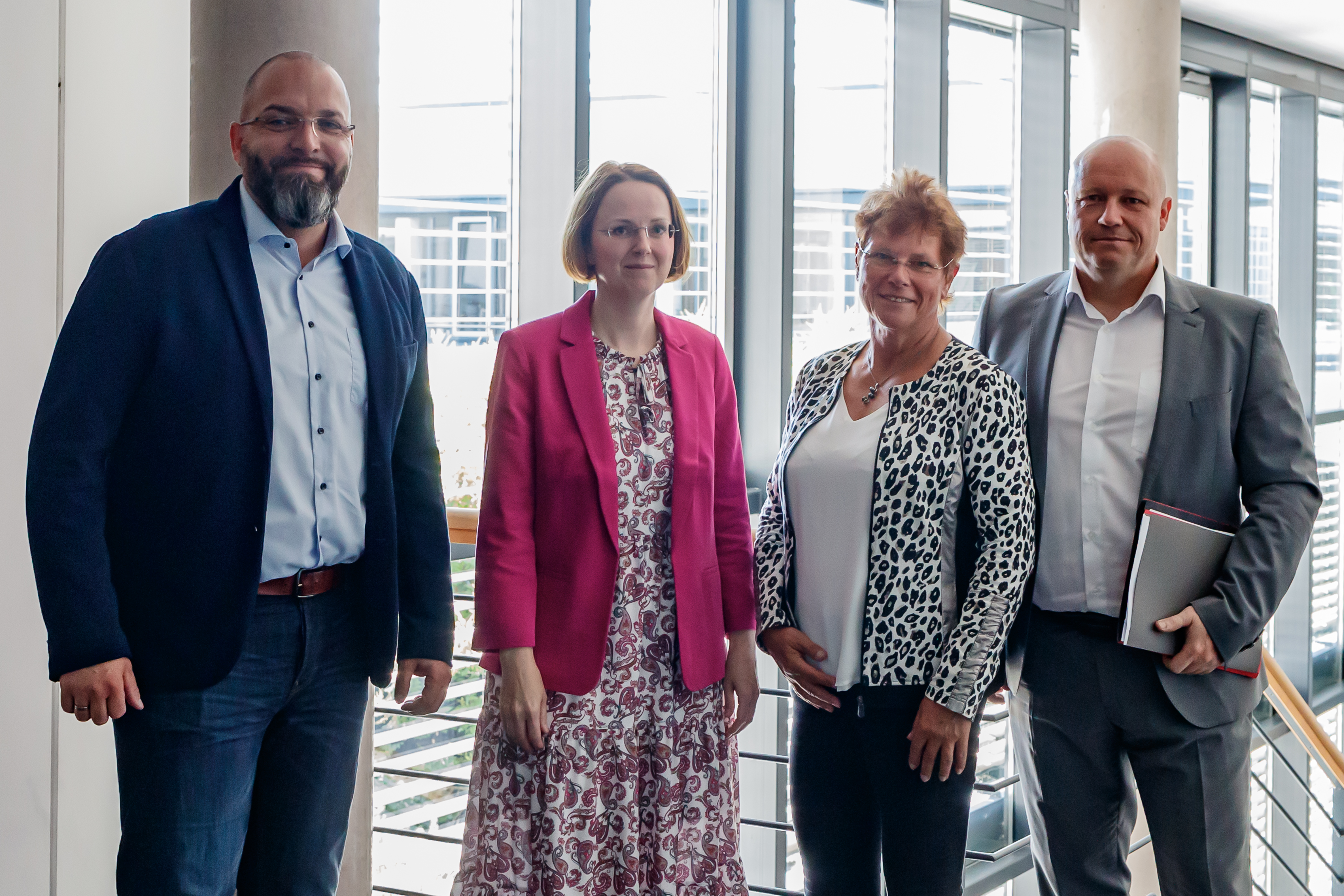
Birger Gröning, Tosca Kniese, Ute Bergner und Lars Schütze (v. l. n. r.) bei der Pressekonferenz zur Gründung der parlamentarischen Gruppe 2022

Am 20. Juni 2022 gründete Bergner zusammen mit den drei ehemaligen AfD-Abgeordneten Birger Gröning, Tosca Kniese und Lars Schütze die parlamentarische Gruppe Bürger für Thüringen. Im Juli 2022 wurde dem Antrag der vier Abgeordneten auf parlamentarische Anerkennung stattgegeben. Bergner übernahm den Vorsitz der Gruppe. Die Gruppe wurde nach einem halben Jahr wieder aufgelöst.
Für die Landtagswahl 2024 wurde Bergner im Oktober 2023 zunächst als Spitzenkandidatin einer gemeinsamen offenen Liste der Bürger für Thüringen mit einer Abspaltung der Freien Wählern in Thüringen und dem thüringischen Landesverband der Basisdemokratischen Partei Deutschland gewählt. Im März 2024 beschlossen die Bürger für Thüringen jedoch die Auflösung der Partei, Ziel war der Beitritt der Parteimitglieder zur Werteunion. Bergner verzichtete daraufhin auf eine erneute Kandidatur für den Thüringer Landtag und schied im September 2024 aus diesem aus.

## Privates
Bergner lebt in Jena. Sie ist verheiratet und hat vier Kinder.

## Ehrenamt
- seit 2000: Mitglied der Vollversammlung der IHK Ostthüringen
- 2000–2006: Vorstandsratsmitglied der Deutschen Physikalischen Gesellschaft (DPG)
- seit 2002: Fördermitglied des Ausschusses für Industrie und Wirtschaft (AIW) der DPG[16]
- seit 2003: ehrenamtliche Richterin am Thüringer Finanzgericht
- 2003–2014: Vorstandsmitglied der Fachgruppe Vakuumtechnik des VDMA
- 2005–2010: Mitglied im Industrieausschuss der IHK Ostthüringen
- seit 2008: Mitglied im Aufsichtsrat der Wirtschaftsförderungsgesellschaft Jena mbH[17]
- seit 2008: Vorstandsmitglied der Deutschen Vakuumgesellschaft (DVG)
- 2008–2017 und seit 2020: Vizepräsidentin der DVG
- 2008–2014: Hochschulratsmitglied der Ernst-Abbe-Fachhochschule Jena
- 2010–2013: Berufung in den Innovationsdialog zwischen Bundesregierung, Wirtschaft und Wissenschaft[18]
- seit 2014: Berufung in den Mittelstandsbeirat des Bundeswirtschaftsministers[19]
- 2015–2021: Mitglied im Kuratorium des Helmholtz-Zentrums Dresden-Rossendorf
- 2016–2022: Ratsmitglied für Deutschland in der International Union for Vacuum Science, Technique and Applications (IUVSTA)[20]
- 2017–2020: Präsidentin der Deutschen Vakuumgesellschaft[21][22] (Vizepräsidentin 2020–2023)
- 2017–2021: Mitglied des wissenschaftlichen Beirats der Physikalisch Astronomischen Fakultät der Friedrich-Schiller-Universität Jena
- seit 2019: Mitglied im Beirat der Stiftung für Technologie, Innovation und Forschung Thüringen (STIFT)
- seit 2021: Mitglied des Hochschulrats der Technischen Universität Ilmenau[23]

## Preise und Auszeichnungen
- 2008: Unternehmerin des Jahres der Stadt Jena[24]
- 2013: Rudolf-Jaeckel-Preis der Deutschen Vakuum-Gesellschaft[25]
- 2015: Ernst-Abbe-Preis für innovatives Unternehmertum[26]

## Publikationen (Auswahl)
- Ute Bergner, Stephan Wolfgramm, Sophie Gottschall, Christian Worsch, Michael Flämmich: Vakuumkomponenten für UHV und XHV aus Aluminium. Teil 1: Mechanische Eigenschaften. In: Vakuum in Forschung und Praxis. Vol. 27, Nr. 1, Februar/März 2015, S. 33–35.
- Ute Bergner, Stephan Wolfgramm, Sophie Gottschall, Christian Worsch, Michael Flämmich: Vakuumkomponenten für UHV und XHV aus Aluminium. Teil 2: Schweißbarkeit und Ausgasverhalten. In: Vakuum in Forschung und Praxis. Vol. 27, Nr. 2, April/Mai 2015, S. 26–29.
- Christian Worsch, Marcel Kleßen, Michael Flämmich, Ute Bergner: Filmische Verunreinigungen qualitativ und quantitativ messen. In: Journal für Oberflächentechnik. November 2015, S. 24–27.
- Michael Flämmich, Christian Worsch, Marcel Kleßen, Ute Bergner: Sauberkeitszustand erkennen – Reinigungsprozesse optimieren. In: Journal für Oberflächentechnik. Spezial Industrielle Teilereinigung. März 2016, S. 62–63.
- Christian Worsch, Marcel Kleßen, Sophie Gottschall, Michael Flämmich, Ute Bergner: Filmische Verunreinigungen von 100 mg bis 10 ng messen. In: Journal für Oberflächentechnik. November 2016, S. 6–9.
- Mihail Granovskij, Sergej Uchatsch, Anton Zimare, Christian Reinhardt, Jaroslaw Iwicki, Michael Flämmich, Ute Bergner: A Novel Ion Source: Theory, Experiments and Applications. In: International Vacuum Nanoelectronics Conference. 12. Juli 2012.
- Ute Bergner: Vakuumphysik – quo vadis? In: Vakuum in Forschung und Praxis. Vol. 28, Nr. 6, November 2016, S. 53–54.
- Ute Bergner: Vacuum Components, Seals and Joints. In: Handbook of Vacuum Technology. Wiley-VHC, Berlin 2016, ISBN 978-3-527-41338-6, S. 777–843.
- Ute Bergner: Verbindungen der Vakuumtechnik. In: Handbuch der Vakuumtechnik. Springer Reference Technik, Wiesbaden 2018, ISBN 978-3-658-13421-1, S. 1–32.
- Ute Bergner: Bauelemente der Vakuumtechnik. In: Handbuch der Vakuumtechnik. Springer Reference Technik, Wiesbaden 2018, ISBN 978-3-658-13421-1, S. 1–42.
- Ute Bergner, Wilfriede Fiedler: Jena und die Vakuumtechnik. In: Jenaer Jahrbuch zur Technik- und Industriegeschichte. Bd. 20, Jena 2017, ISBN 978-3-939718-35-2, S. 179–232.
- Ute Bergner: The German Vacuum Society. In: History of IUVSTA 1958-2018. Paris 2018, S. 106–107.